# Зеевальд
Зеевальд (нім. Seewald) — громада в Німеччині, знаходиться в землі Баден-Вюртемберг. Підпорядковується адміністративному округу Карлсруе. Входить до складу району Фройденштадт.
Площа — 58,50 км2. Населення становить 2107 ос. (станом на 31 грудня 2020).

## Географії

### Адміністративний поділ
Громада  складається з 7 районів:
- Алльмандле
- Безенфельд
- Айзенбах
- Ерцгрубе
- Геттельфінген
- Гохдорф
- Шернбах